# (6431) 1967 UT
(6431) 1967 UT (1967 UT, 1974 VT2, 1978 VK10, 1984 JL) — астероїд головного поясу, відкритий 30 жовтня 1967 року чехословацьким астрономом Любошем Когоутеком..
Тіссеранів параметр щодо Юпітера — 3,527.